# Монджуффи-Мелия
Монджуффи-Мелия (итал. Mongiuffi Melia) — коммуна в Италии, располагается в регионе Сицилия, в провинции Мессина.
Население составляет 755 человек (2008 г.), плотность населения составляет 31 чел./км². Занимает площадь 24 км². Почтовый индекс — 98030. Телефонный код — 0942.
Покровителями коммуны почита.тся святой Леонард Ноблакский, празднование 6 ноября, и святой Себастьян, празднование 20 января.

## Демография
Динамика населения:

## Администрация коммуны
- Официальный сайт: